# Parque Nacional de Mammoth Cave
O Parque Nacional de Mammoth Cave (em inglês:  Mammoth Cave National Park) é um parque situado no estado de Kentucky, nos Estados Unidos, muito célebre por nele se encontrar grande parte da mais extensa e mais intrincada rede conhecida de cavernas, grutas e túneis naturais do mundo, o Mammoth Cave System, com cerca de 591 km explorados. Este conjunto espeleológico é um exemplo característico de formações à base de rochas sedimentares. O parque abriga em sua rede subterrânea uma flora e fauna variada, incluindo várias espécies em extinção, além de grande quantidade de fósseis.
O parque foi estabelecido em 1 de julho de 1941 e estende-se por 214 km2 na bacia do rio Green, nos condados de Edmonson, de Hart e Barren.
A geologia kárstica do planalto Pennyroyal e do rio Green reúne ao longo de 214 km2 as condições ideais para o desenvolvimento de um ecossistema rico, com cerca de 200 espécies de fauna e 1 300 de flora, entre elas muitas adaptadas à escuridão cavernícola.
Sítio de um singular valor geológico e ecológico, está inscrito na lista de património mundial da UNESCO desde 27 de outubro de 1981 e classificado como reserva internacional da biosfera desde 26 de setembro de 1990.

## Galeria

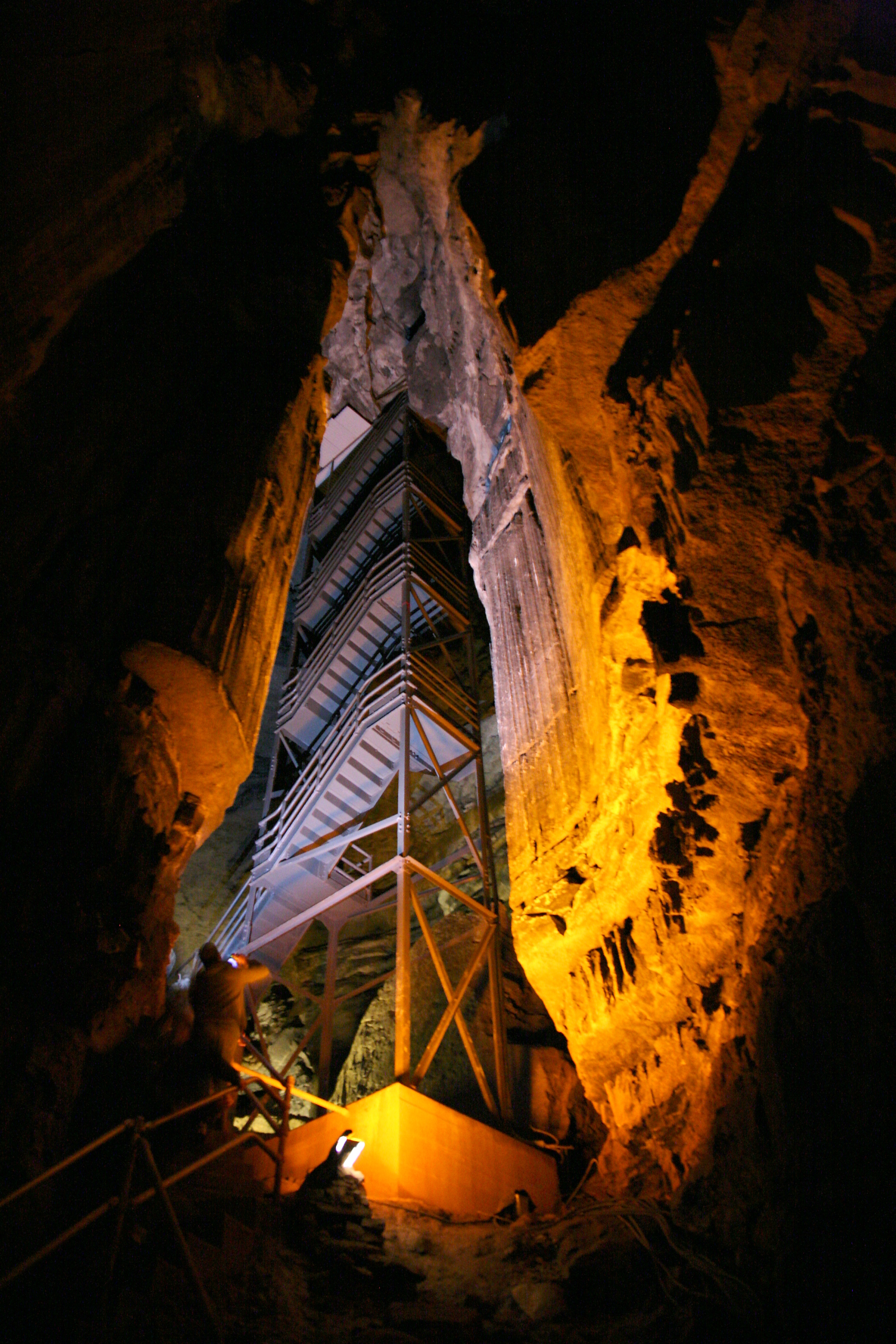
Mammoth Dome
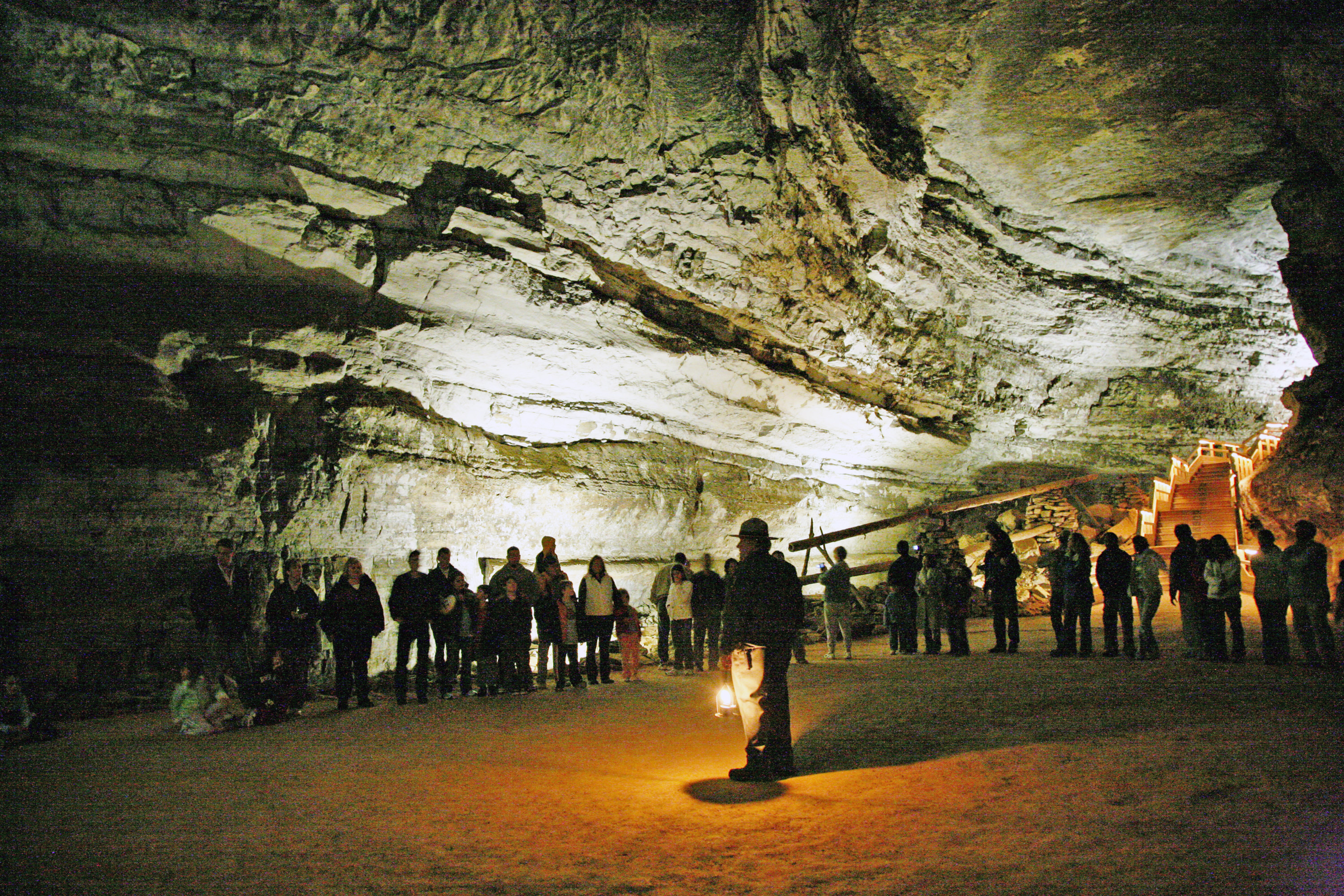
Turismo em Mammoth Cave
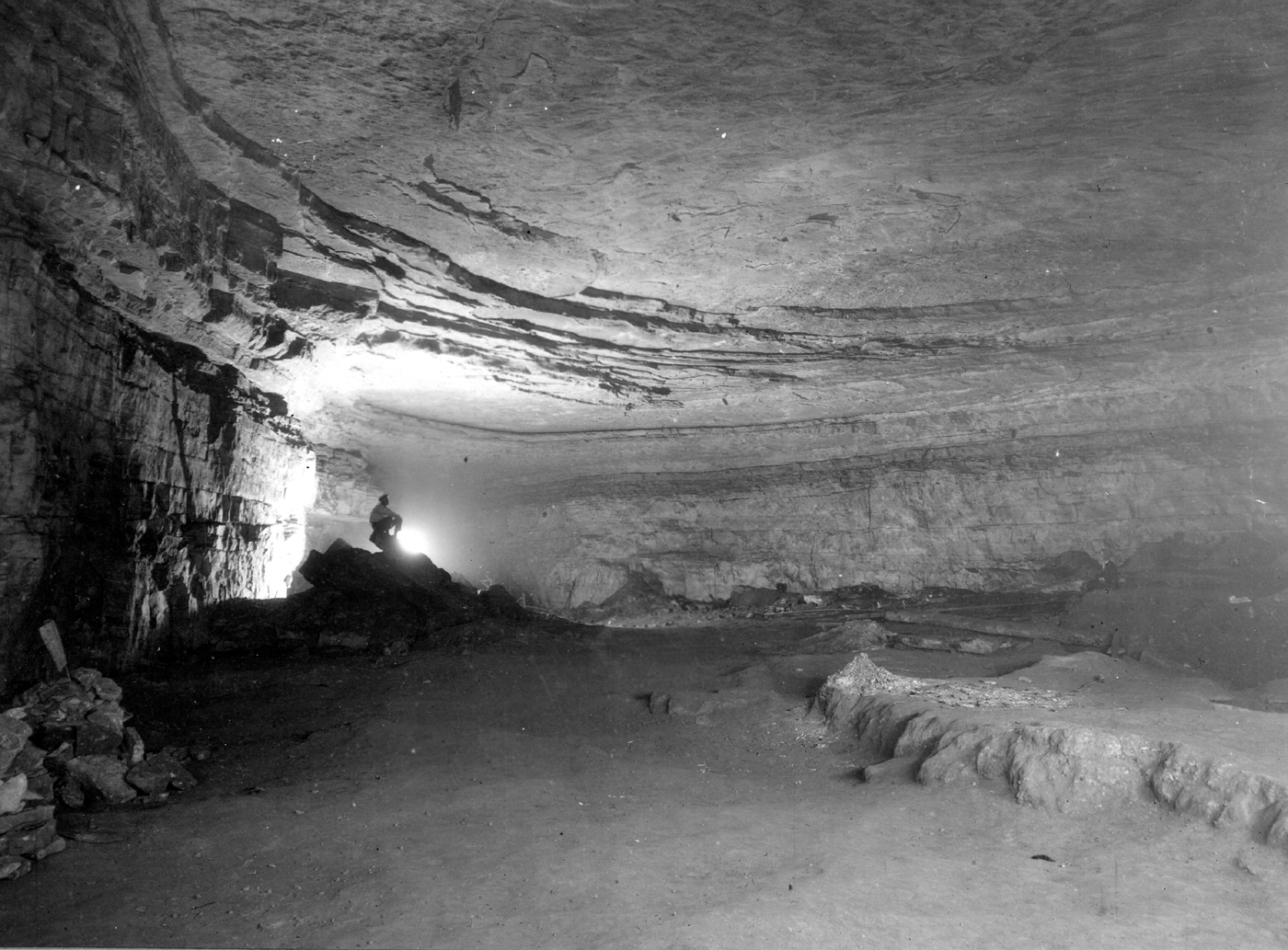
Rotunda Room